# Адер (округ, Міссурі)
Шаблон:StateAbbr_ 40°11′ пн. ш. 92°36′ зх. д. / 40.19° пн. ш. 92.6° зх. д.
Округ Адер (англ. Adair County) — округ (графство) у штаті Міссурі, США. Ідентифікатор округу 29001.

## Історія
Округ Адер утворений 29 січня 1841 року.

## Демографія
За даними перепису
2000 року
загальне населення округу становило 24977 осіб, зокрема міського населення було 16672, а сільського — 8305.
Серед мешканців округу чоловіків було 11706, а жінок — 13271. В окрузі було 9669 домогосподарств, 5343 родин, які мешкали в 10826 будинках.
Середній розмір родини становив 2,9.
Віковий розподіл населення поданий у таблиці:
| Стать    | До 15 років | 15-21 | 22-29 | 30-39 | 40-49 | 50-65 | 65-85 | Понад 85 |
| -------- | ----------- | ----- | ----- | ----- | ----- | ----- | ----- | -------- |
| Чоловіки | 2014        | 2578  | 1650  | 1318  | 1442  | 1515  | 1060  | 129      |
| Жінки    | 1913        | 3371  | 1590  | 1382  | 1514  | 1630  | 1503  | 368      |

## Суміжні округи
- Скайлер — північ
- Скотланд — північний схід
- Нокс — схід
- Мейкон — південь
- Лінн — південний захід
- Салліван — захід
- Патнем — північний захід

## Виноски
1. ↑  U.S. Decennial Census. United States Census Bureau. Архів оригіналу за 26 квітня 2015. Процитовано 13 листопада 2014.
2. ↑  Historical Census Browser. University of Virginia Library. Архів оригіналу за 11 серпня 2012. Процитовано 13 листопада 2014.
3. ↑  Population of Counties by Decennial Census: 1900 to 1990. United States Census Bureau. Архів оригіналу за 3 грудня 2014. Процитовано 13 листопада 2014.
4. ↑  Census 2000 PHC-T-4. Ranking Tables for Counties: 1990 and 2000 (PDF). United States Census Bureau. Архів оригіналу (PDF) за 18 грудня 2014. Процитовано 13 листопада 2014.
5. ↑  State & County QuickFacts. United States Census Bureau. Архів оригіналу за 7 червня 2011. Процитовано 7 вересня 2013. [Архівовано 2011-06-07 у Wayback Machine.](англ.) Наведено за англійською вікіпедією.
6. ↑  American FactFinder. Бюро перепису населення США. Архів оригіналу за 26 лютого 2012. Процитовано 31 січня 2008. [Архівовано 2008-05-21 у Wayback Machine.]

| США | Це незавершена стаття з географії США. Ви можете допомогти проєкту, виправивши або дописавши її. |